# Fili

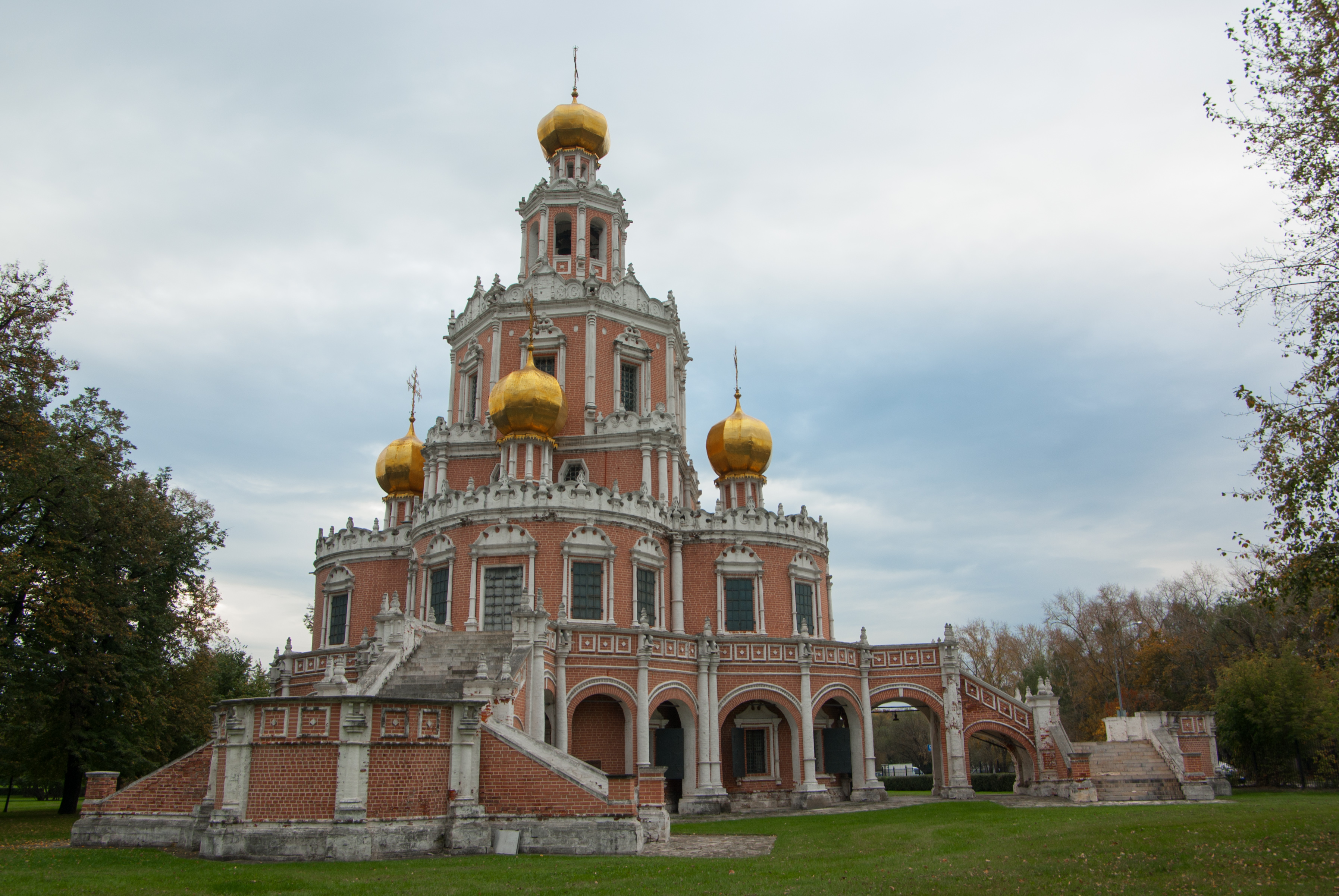
Mariä-Schutz-und-Fürbitte-Kirche zu Fili, am Moskwa-Ufer gelegen

Fili (russisch Фили́; Ausspracheⓘ) ist ein ehemaliges Dorf in Russland und seit dem frühen 20. Jahrhundert eine industriell geprägte Ortslage innerhalb der Hauptstadt Moskau.
Es gehört heute zum Moskauer Verwaltungsbezirk West und schließt administrativ die Stadtteile Fili-Dawydkowo (russ. Фили-Давыдково) und Filjowski Park (Филёвский Парк) sowie einen Teil des Stadtteils Dorogomilowo (Дорогомилово) ein. Nördlich und westlich grenzt Fili an den Moskwa-Fluss, im Norden wird der Stadtteil Filjowski Park durch den namensgebenden Fili-Park vom in diesem Bereich relativ steilen Flussufer getrennt.

## Geschichte
Das Dorf Fili war unter seinem Namen, welcher wahrscheinlich vom Flüsschen Chwyli (das in diesem Bereich in die Moskwa mündet) abgeleitet wurde, bereits seit dem 15. Jahrhundert bekannt. Bis zum Anfang des 17. Jahrhunderts gehörte die Ortschaft der Bojarenfamilie Mstislawski, deren Mitglieder dem Großfürsten- und später dem Zarenhof sehr nahestanden. Im 17. Jahrhundert ging das Anwesen an den Fiskus über, und etwa zur gleichen Zeit fand die Hauptkirche des Ortes – die damals hölzerne Mariä-Schutz-und-Fürbitte-Kirche zu Fili (Церковь Покрова Пресвятой Богородицы в Филях) – erste Erwähnung.
1689 schenkte Zar Peter I. die Ortschaft seinem Onkel Lew Naryschkin, welcher wenig später das angrenzende Dorf Kunzewo dazukaufte und im Laufe der 1690er Jahre beide Ortschaften erheblich ausbauen ließ. Als besonders bemerkenswertes Baudenkmal, das bis heute erhalten ist, entstand dabei der Neubau der Schutz-und-Fürbitte-Kirche, der vom Stil her als eines der typischen Beispiele des sogenannten Naryschkin-Barocks (oder auch Moskauer Barocks) angesehen wird. Zur gleichen Zeit entstanden in Fili ein neues Herrenhaus sowie erstmals in der Ortsgeschichte eine Fährverbindung über die Moskwa. Auch nach Lew Naryschkins Tod blieb Fili noch weit bis ins 19. Jahrhundert hinein im Besitz des Geschlechts Naryschkin.

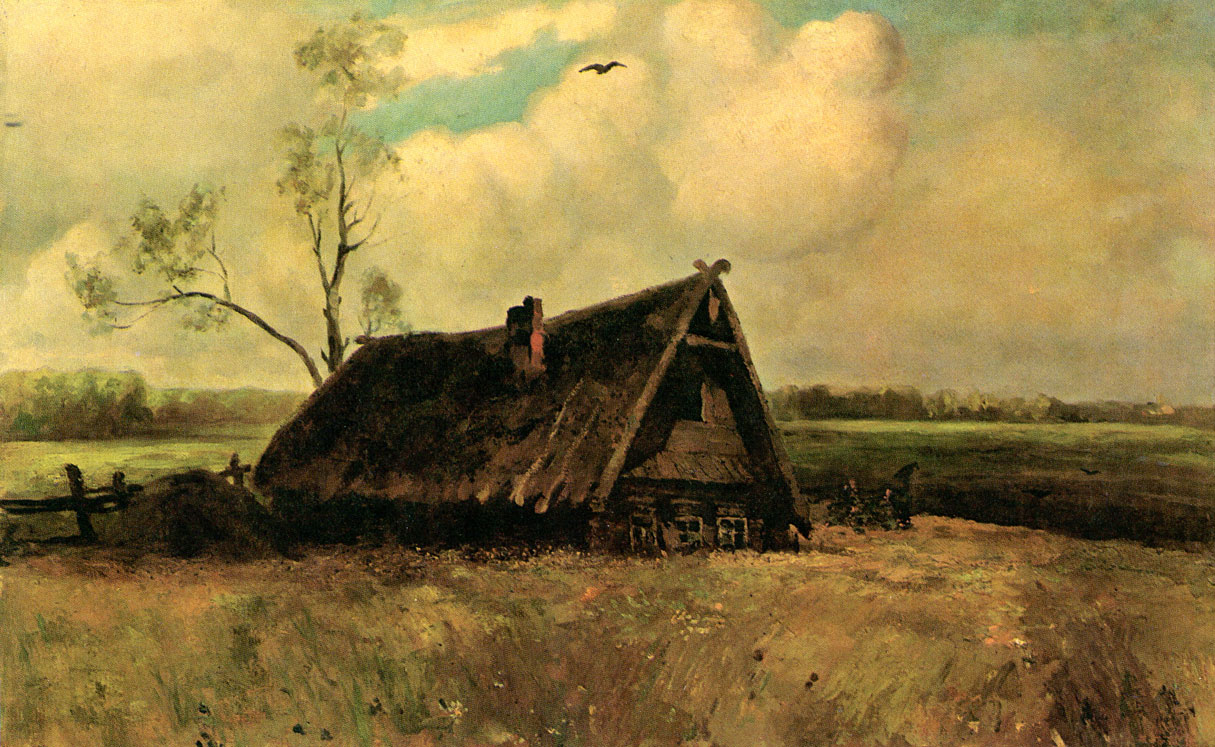
Die Kutusow-Hütte in Fili (Gemälde von Alexei Sawrassow 1885)

Eine größere Bekanntheit erlangte das Dorf Fili im frühen 19. Jahrhundert: Während des Napoleon-Feldzugs gegen das Russische Reich im Jahr 1812 lag der Ort, damals ein westlicher Vorort Moskaus, auf dem Weg zwischen letzterem und dem Schlachtfeld von Borodino. Aus diesem Grund ließ hier der russische Generalfeldmarschall Michail Kutusow in einer kleinen Dorfhütte ein Stabsquartier einrichten, und dort traf am 13. September 1812 der Militärrat um Kutusow und Barclay die strategische Entscheidung, Moskau nach der für das russische Heer sehr verlustreich verlaufenen Schlacht Napoleon zu überlassen. Das seither als Kutusow-Hütte (Кутузовская изба) bekannte Häuschen war 1868 abgebrannt und wurde zwei Jahrzehnte später als Museum originalgetreu nachgebaut. In seiner Nähe entstand 1962 das Panoramamuseum der Schlacht von Borodino, das unter anderem ein Panoramagemälde Franz Roubauds beherbergt.
Gegen Ende des 19. Jahrhunderts wandelte sich Fili zunehmend zu einem Datschen-Vorort Moskaus. Die noch erhaltenen Reste der Naryschkinschen Anwesen wurden von Mitgliedern der Familie verkauft, Teile des Dorfes – darunter die wiederhergestellte Kutusow-Hütte – gingen in Staatsbesitz über. 1871 wurde die wichtige Eisenbahnlinie Moskau–Smolensk durch Fili verlegt, dabei entstand eine heute denkmalgeschützte Eisenbahnbrücke über die Moskwa. Anfang des 20. Jahrhunderts, noch vor der Oktoberrevolution, entstanden in Fili die ersten industriellen Großbetriebe. Dies war der Anfang für die massenhafte Industrialisierung des verkehrsgünstig gelegenen Ortes, die bis ins spätere 20. Jahrhundert hinein andauerte. In der frühen Sowjetzeit wurde Fili zu einer sogenannten Arbeitersiedlung ausgebaut, die im Jahr 1935 offiziell nach Moskau eingemeindet wurde.
In der zweiten Hälfte des 20. Jahrhunderts stieg die allgemeine Wertschätzung von Fili als Wohngegend stark an, was vor allem auf die Verlegung der wichtigen Ausfallstraße Kutusow-Prospekt (Кутузовский проспект) durch das ehemalige Dorf zurückzuführen ist. Noch zur Stalin-Zeit wurde die Straße regelmäßig von Mitgliedern der Partei- und Staatsführung auf dem Weg zwischen dem Kreml und ihren Vorstadt-Datschen befahren, weswegen diese mehrspurige Schnellstraße samt näherer Umgebung überaus repräsentativ bebaut wurde. Auch heute noch gehören die Viertel rund um den Kutusow-Prospekt zu den teuersten Wohn- und Geschäftslagen der russischen Hauptstadt.

## Industriebetriebe

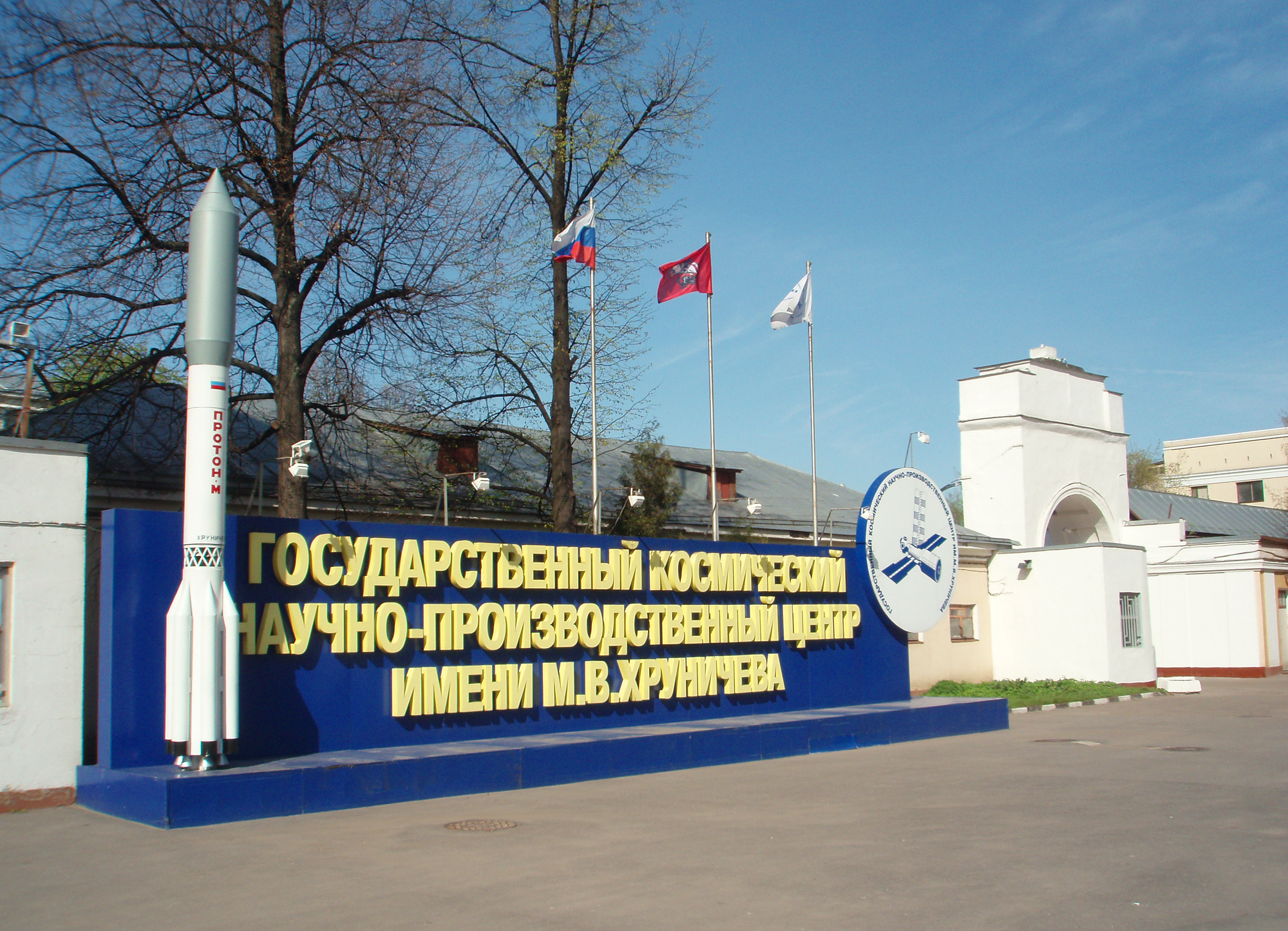
Eingangsbereich des Werksgeländes des GKNPZ Chrunitschew

Große Teile von Fili, vor allem nördlich der Moskau-Smolensker Bahnstrecke und westlich des Fili-Parks gelegen, sind bis heute Standort zahlreicher Fabriken, die zum großen Teil in den 1920er und 1930er Jahren erbaut wurden und die Ortschaft maßgeblich prägen. Zu den ältesten gehören das Ende des 19. Jahrhunderts gegründete Werk zur Herstellung von Dachpappe sowie die seit 1917 entstandenen, damals aus Riga verlegten ehemaligen Anlagen des ersten russischen Automobilherstellers Russo-Balt, in denen seit 1959 und bis heute unter dem Firmennamen GKNPZ Chrunitschew Raketen- und Raumfahrzeugtechnik produziert wird. Zwischen 1922 und 1926 wurden hier in einem staatlichen Joint-Venture-Unternehmen mit Hugo Junkers über 200 Flugzeuge sowie Triebwerke hergestellt. 1937 ging in Fili die erste sowjetische Speiseeisfabrik in Betrieb, die heute unter der Markenbezeichnung Ice-Fili überregional firmiert. Sehr bekannt war zu Sowjetzeiten die Fernsehgerätefabrik Rubin, deren ehemaliges Werksgebäude seit 2000 die Markthalle Gorbuschka, einen bedeutenden Markt für Tonträger und DVDs, beherbergt.
Das Areal zwischen der Bahnstrecke, dem Fili-Park und der Moskwa stellt heute in architektonischer Hinsicht ein markantes Denkmal der frühsowjetischen Industrialisierung dar, da die meisten der hiesigen Bauwerke in den 1920er und 1930er Jahren entstanden. Zu ihnen gehören außer den eigentlichen Werksgebäuden auch die für die damalige Zeit typischen Arbeiter-Wohnblocks sowie eine der ersten Moskauer „Fabrik-Küchen“, eine konstruktivistisch geprägte Bauart frühsowjetischer Großküchen und Kantinen.

## Bahnhof Fili

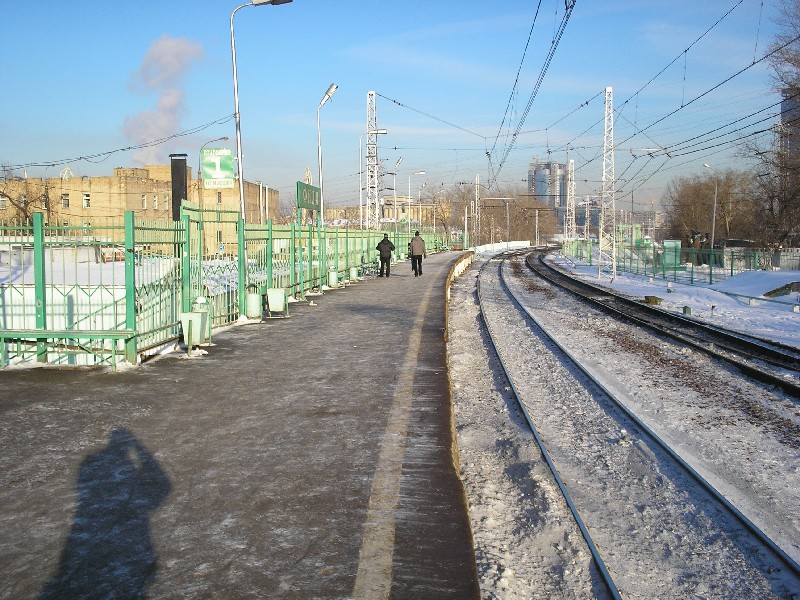
Bahnhof Fili (Bahnsteig in westlicher Richtung). Ganz hinten sind die Hochhäuser des Geschäftsviertels Moskau City am gegenüberliegenden Ufer der Moskwa zu sehen.

Der Personenbahnhof Fili entstand im Jahr 1902, einige Jahre nach dem Bau der Eisenbahnstrecke von Moskau nach Smolensk und weiter nach Minsk, Brest und Warschau. Er dient heute als Haltepunkt für die meisten Nahverkehrszüge (auch Elektritschki genannt), die, vom Belarussischen und zum Teil auch vom Sawjolowoer Bahnhof kommend, unter anderem die Städte Odinzowo, Kubinka, Swenigorod, Moschaisk und Gagarin ansteuern.
Der zweigleisige Bahnhof verfügt über ein historisches, heute nicht mehr als solches genutztes Empfangsgebäude sowie einen Kassen- und Eingangspavillon an der nördlichen Seite der Gleise. Dort, unmittelbar neben dem Seitenbahnsteig Richtung Smolensk, befindet sich auch einer der beiden Eingänge zur gleichnamigen Metrostation. Der zweite Seitenbahnsteig, an dem die Züge in Richtung Moskau halten, liegt etwas westlich versetzt, an der gegenüberliegenden Seite der Gleise, und ist vom Bahnsteig in Richtung Smolensk bzw. vom Metroausgang über eine Fußgängerbrücke oder alternativ über eine Unterführung zu erreichen.

## U-Bahnhof Fili

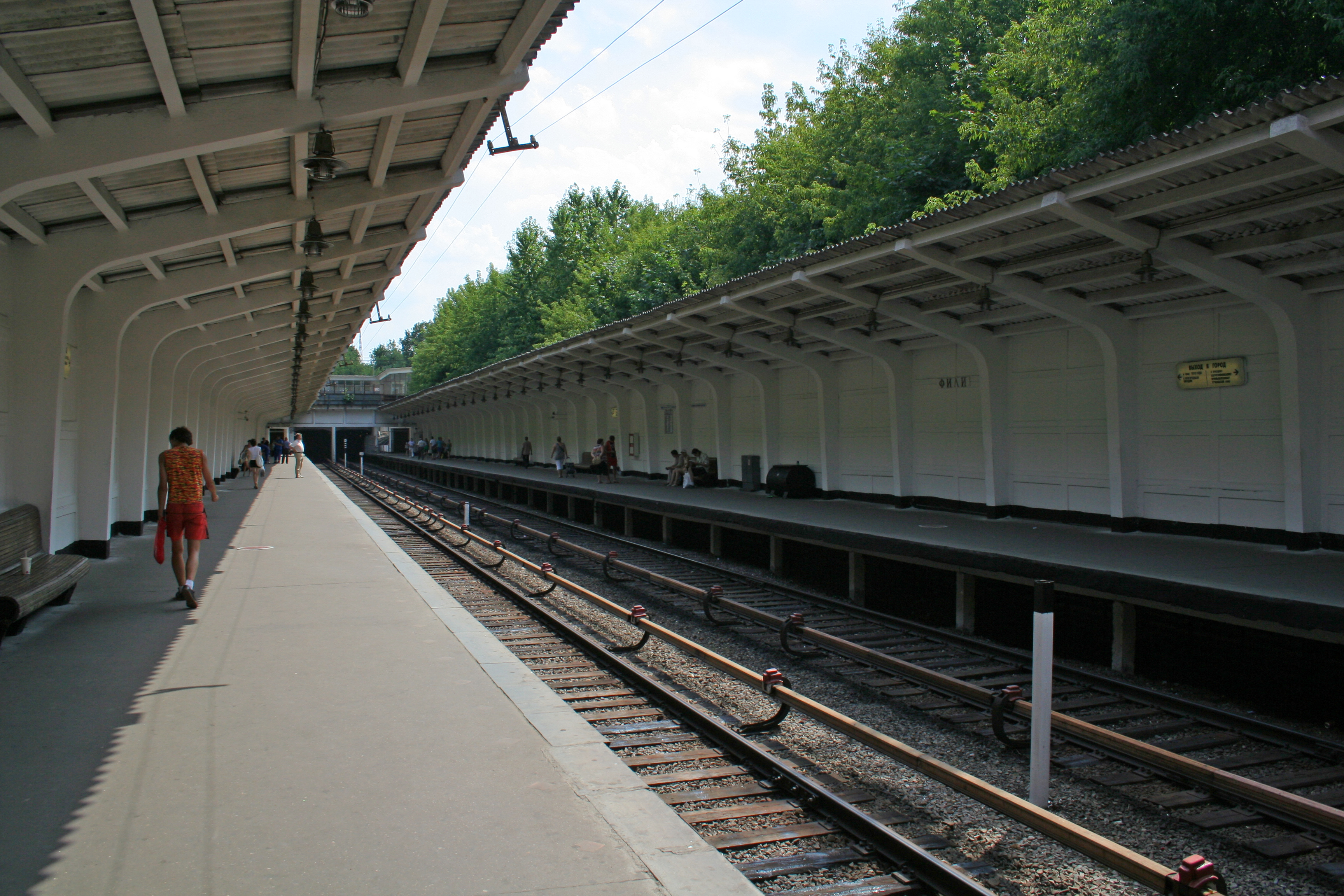
Metrostation Fili

1959 erhielt Fili mit der gleichnamigen Station erstmals Anschluss an das Moskauer Metronetz. Die Station entstand als Teil der zum großen Teil in den 1950er und frühen 1960er Jahren verlegten Filjowskaja-Linie und ist, wie alle zur damaligen Zeit errichteten Stationen dieser Linie, sehr sachlich und schlicht gehalten. Sie liegt oberirdisch in einem Einschnitt, an den sich unmittelbar südlich ein Tunnelstück unter den Eisenbahngleisen anschließt. Es gibt zwei Seitenbahnsteige und Treppen an deren beiden Enden. Der Nordausgang befindet sich nahe der Wohn- und Industrieviertel Filis, während der unmittelbar an die Eisenbahnstation angrenzende südliche Ausgang vorwiegend als Übergang zu den Vorortzügen genutzt wird.